# Văn học Ossetia
Văn học Ossetia (hoặc Ossetic) được thể hiện bằng tiếng Ossetia, một ngôn ngữ Iran ở Caucasus.
Văn học Ossetia tương đối trẻ, với tác phẩm đầu tiên được xuất bản vào những năm 1890. Thời kỳ vàng son của nó là vào những năm sau Cách mạng Tháng Mười ở Nga, khi các ngôn ngữ địa phương nhận được một tác động đáng kể.
Các chủ đề phổ biến nhất của văn học Ossetia là:
- cuộc sống của người dân vùng cao, đặc biệt là những người nghèo ở thế kỷ 19 hoặc những thời kỳ trước đó;
- vai trò của quyền truyền thống trong cuộc sống của người dân Ossetia (bao gồm chỉ trích truyền thống trả thù giống như người bán dạo "lấy máu trả lại" và những "truyền thống có hại" khác);
- công cuộc xây dựng chủ nghĩa xã hội (thường trái ngược với tình trạng trước đây về mọi mặt): Người dân Ossetia thực sự nhận được cuộc sống tốt hơn so với thời chế độ Nga hoàng, khi họ cảm thấy thiếu đất nông nghiệp trầm trọng, nghèo đói và mù chữ;
- Chiến tranh Vệ quốc Vĩ đại (tên gọi của Chiến tranh thế giới thứ hai ở Liên Xô): cứ mười người Ossetia đã chết trong chiến tranh, nhiều người được tôn vinh là "Anh hùng Liên Xô" vì lòng dũng cảm của họ;

và những người khác.
Các nhà văn và nhà thơ Ossetia sử dụng vốn ca từ truyền thống phong phú và sử thi Nart, được coi là sử thi quốc gia của người Ossetia (cũng như của một số dân tộc khác ở Bắc Kavkaz, mỗi dân tộc đều có phiên bản riêng). Một phiên bản tổng hợp bằng văn bản của chính sử thi cũng đã được xuất bản bằng cả hai phương ngữ chính là tiếng Iron và tiếng Digor; chi tiết hơn về sử thi được đưa ra trong bài viết liên quan.

## Tác giả
Các nhà thơ Ossetia bao gồm Kosta Khetagurov, Yakov Khozijev, Grish Pliev, và Shamil Jigkayev. Các tác giả văn xuôi Ossetia bao gồm Arsen Kotsoyev, Seka Gadiyev, Elbazduko Britayev, và Nafi Jusoyty.
Hình ảnh

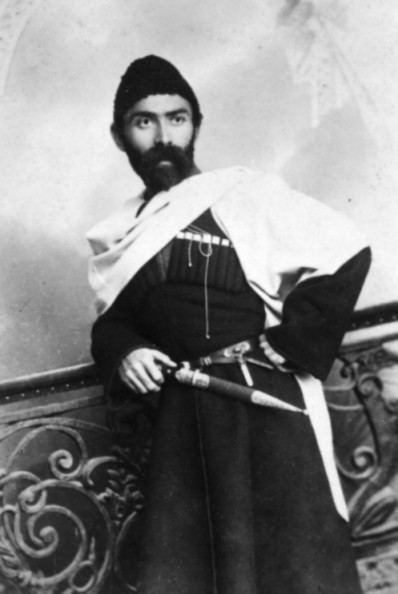
Kosta Khetagurov
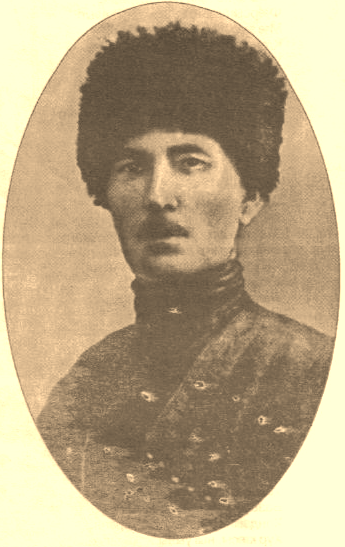
Soslan Temyrxanty [os] (Temirkhanov)